# Fernando Daniel Rodríguez
Fernando Daniel Rodríguez (* 10. November 1970 in Río Cuarto, Provinz Córdoba) ist ein argentinischer römisch-katholischer Geistlicher und Weihbischof in Lomas de Zamora.

## Leben
Fernando Daniel Rodríguez studierte Philosophie und Katholische Theologie am Priesterseminar Inmaculada Concepción in Buenos Aires. 1996 erwarb er an der Päpstlichen Katholischen Universität von Argentinien in Buenos Aires einen Bachiller im Fach Katholische Theologie. Am 25. Oktober 1997 empfing er das Sakrament der Priesterweihe für das Erzbistum Buenos Aires.
Rodríguez war nach der Priesterweihe zunächst als Pfarrvikar am Heiligtum San Cayetano in Liniers, einem Stadtteil von Buenos Aires, tätig. Ab März 2003 wirkte er als Fidei-Donum-Priester im Bistum San Carlos de Bariloche. Dort war er Pfarrer der Pfarreien Sagrado Corazón in Los Menucos (2003–2010), María Auxiliadora in Pilcaniyeu (2011) und San José in Dina Huapi (2011–2023). Zudem fungierte er von 2014 bis 2023 als Generalvikar des Bistums San Carlos de Bariloche. Ab 2023 wirkte Rodríguez als Pfarrer der Pfarrei Nuestra Señora de Luján in El Bolsón. Darüber hinaus gehörte er dem Konsultorenkollegium, dem Priesterrat und dem Diözesanpastoralrat des Bistums San Carlos de Bariloche sowie der Diözesankommission für die Untersuchung von Kindesmissbrauchsvorwürfen an. Außerdem fungierte er als stellvertretender Diözesancaritasdirektor und leitete das diözesane Ausbildungszentrum für Ständige Diakone. Überdies wirkte er in der Arbeitsgruppe für Synodalität mit.
Am 30. Oktober 2024 ernannte ihn Papst Franziskus zum Titularbischof von Castabala und zum Weihbischof in Lomas de Zamora. Der Bischof von Lomas de Zamora, Jorge Rubén Lugones SJ, spendete ihm am 21. Dezember desselben Jahres in der Kathedrale von Lomas de Zamora die Bischofsweihe; Mitkonsekratoren waren der Bischof von Chascomús, Juan Ignacio Liébana, und der Bischof von Merlo-Moreno, Juan José Chaparro Stivanello CMF.